# Čukljenik (okręg niszawski)
Čukljenik (cyr. Чукљеник) – wieś w Serbii, w okręgu niszawskim, w mieście Nisz. W 2011 roku liczyła 247 mieszkańców.